# Dieudonné Yougbaré
Dieudonné Yougbaré  (* 16. Februar 1917 in Koupéla, Burkina Faso; † 4. November 2011) war ein burkinischer Geistlicher und römisch-katholischer Bischof von Koupéla. Er war der erste indigene Bischof Westafrikas.

## Leben
Dieudonné Yougbaré besuchte von 1923 bis 1928 die katholische Schule von Koupéla und anschließend das Kleine Seminar in Pabré sowie das Große Seminar in Koumi. Am 8. April 1945 empfing er die Priesterweihe. Er wurde zum Lehrer ausgebildet und unterrichtete in Pabré. Nach seinem Vikariat wurde er 1948 Pfarrer in Ouagadougou, später in Pabré. 1954 wurde er von Bischof Marcel Lefebvre, dem apostolischen Gesandten für die französischsprachigen Gebiete Afrikas, zum Bischof vorgeschlagen.
Papst Pius XII. ernannte ihn am 29. Februar 1956 zum ersten Bischof des neuerrichteten Bistums Koupéla. Der Erzbischof von Lyon, Pierre-Marie Kardinal Gerlier, spendete ihm am 8. Juli 1956 die Bischofsweihe; Mitkonsekratoren waren André-Joseph-Prosper Dupont MAfr, Bischof in Bobo-Dioulasso, und Emile-Joseph Socquet MAfr, Alterzbischof von Ouagadougou.
Dieudonné Yougbaré war Konzilsvater aller vier Sitzungsperioden des Zweiten Vatikanischen Konzils von 1962 bis 1965. Er begründete eine Partnerschaft der Diözesen Koupéla und Lyon. Am 1. Juni 1995 nahm Papst Johannes Paul II. seinen altersbedingten Rücktritt an.
Dieudonné Yougbaré war an Onchozerkose (Flussblindheit) erblindet.